# Елюй Тухуа
Елюй Тухуа (Ту-хуа) (? — 1231) — член знатного киданьского рода Елюй, служивший чжурчженьской династии Цзинь. Был начальником гарнизона Хуаньчжоу. Со своим старшим братом Елюй Ахаем прибыл в качестве заложника в гвардию Тэмуджина (впоследствии — Чингис-хан). Братья перешли на службу к основателю Монгольской империи ещё до 1203 года, так как известно, что они принимали участие в принесении клятвы верности родственниками и соратниками Тэмуджина накануне разгрома монголами кэрэитского Ван-хана.
Братья Елюй участвовали в монгольском походе против Цзинь в 1211 году. Они захватили императорские табуны в провинции Суйюань и отогнали их монголам. В 1214 г. братья были проводниками армии Самохэ, наступавшей на Чжунду. Позднее Елюй Тухуа возглавлял в войнах с цзиньцами три ханьских тумена Джалара, Лю Хэй-ма и Ши Тянь-цзэ. За свои заслуги он получил титулы тай-фу и го-гун и, по словам автора Мэн-да бэй-лу, был вторым лицом после го-вана Мухали на оккупированных монголами северокитайских землях. Был комендантом города Сюаньдэ. Умер во время похода против Цзинь.

## В кинематографе
- Елюй Тухуа как военачальник Чингисхана фигурирует в китайско-монгольском 30-серийном сериале «Чингисхан» (серия 24).

## Источник
- Мэн-да бэй-лу («Полное описание монголо-татар») / Пер. Н. Ц. Мункуева. — М.: Наука, 1975.